# Couple conique

Dessin vectoriel d'un couple conique.

Un couple conique est un engrenage conique destiné à transmettre un mouvement de rotation entre deux arbres non parallèles concourants (souvent avec un angle droit). Ces dispositifs sont appelés « renvoi d'angle » lorsque la transmission est dans un rapport 1.
Parfois utilisé au niveau de la transmission secondaire des véhicules automobiles, il est le plus souvent un réducteur de vitesse : les pignons satellites et les planétaires des différentiels sont d'ailleurs coniques. Le couple conique est aussi employé comme mécanisme de distribution pour les arbres à cames en tête.
On peut en voir facilement au niveau de la roue arrière sur la plupart des motos BMW ou sur les Moto Guzzi.
Ce type de transmission est incontournable (ou presque) sur les moteurs Hors-bord En effet (à part l'antique Motogodille des années 1900), le bloc moteur est installé avec le vilebrequin et l'arbre de transmission à la verticale, alors que l'hélice marine doit bien évidemment tourner avec un axe horizontal. Les engrenages coniques sont nécessaires pour obtenir un renvoi d'angle ainsi qu'une démultiplication (l'hélice ne peut pas tourner au haut régime d'un moteur moderne sous peine de cavitation rédhibitoire).
Sur les moteurs très simples (comme les très désuets  British Seagull)   il s'agit d'un simple renvoi d'angle, mais dès 6CV de puissance et plus, on trouve un double renvoi d'angle équipé de deux pignons sur l' arbre  de l'hélice qui peuvent être engrenés (ou pas) par un système de crabot , donnant ainsi une sorte de boîte de vitesses très simplifiée (Marche Avant , Point mort, Marche Arrière), parfois dénommée boîte d'inverseur, située sous l'eau dans une embase profilée qui contient aussi la très importante pompe à eau du système de refroidissement.